# Buena Park
Buena Park és una població dels Estats Units a l'estat de Califòrnia. Segons el cens de l'1 de gener de 2010 tenia 84.141 habitants.

## Demografia
Segons el cens del 2000, Buena Park tenia 78.282 habitants, 23.332 habitatges, i 18.735 famílies. La densitat de població era de 2.859,5 habitants/km².
Dels 23.332 habitatges en un 43% hi vivien nens de menys de 18 anys, en un 59% hi vivien parelles casades, en un 14,8% dones solteres, i en un 19,7% no eren unitats familiars. En el 14,4% dels habitatges hi vivien persones soles el 5,4% de les quals corresponia a persones de 65 anys o més que vivien soles. El nombre mitjà de persones vivint en cada habitatge era de 3,32 i el nombre mitjà de persones que vivien en cada família era de 3,64.
Per edats la població es repartia de la següent manera: un 29,4% tenia menys de 18 anys, un 9,7% entre 18 i 24, un 32,3% entre 25 i 44, un 19,2% de 45 a 60 i un 9,3% 65 anys o més.
L'edat mediana era de 32 anys. Per cada 100 dones de 18 o més anys hi havia 94,9 homes.
La renda mediana per habitatge era de 50.336 $ i la renda mediana per família de 52.327 $. Els homes tenien una renda mediana de 37.471 $ mentre que les dones 30.287 $. La renda per capita de la població era de 18.031 $. Entorn del 8% de les famílies i l'11,3% de la població estaven per davall del llindar de pobresa.

## Poblacions més properes
El següent diagrama mostra les poblacions més properes.